# HSBC Bank Argentina
HSBC Bank Argentina S.A. Il s'agit d'une filiale de HSBC, la septième banque d'Argentine. Elle propose une large gamme de services financiers et remplit les fonctions d'une banque commerciale et de détail.
Aux premières heures du 9 avril 2024, HSBC a annoncé la vente de HSBC Argentina pour 550 millions de dollars américains au Grupo Financiero Galicia. Cette opération comprend la vente de toutes les activités que HSBC possède en Argentine, parmi lesquelles la banque, HSBC Asset Management et sa compagnie d'assurance. Bien que la vente soit conclue, on estime que les changements de marques et de succursales prendront 12 mois. Le 12 septembre 2024, la Banque centrale de la République argentine a approuvé l'opération.

## Histoire
En 1992, le Groupe HSBC rachète Midland Bank. Grâce à cet achat, elle a acquis une participation dans Banco Roberts, une ancienne filiale de Banco Anglo Sudamericano en Argentine. En 1997, elle a acquis les actions restantes du groupe Roberts, qu'elle a rebaptisé HSBC Argentina Holdings SA.
En 2006, HSBC a repris les opérations bancaires argentines de la Banca Nazionale del Lavoro S.A. (BNL), en échange de 155 millions de dollars. BNL avait commencé ses activités en Argentine vers 1960 et, au moment de la vente, elle comptait 91 succursales dans 18 provinces, 700 000 clients privés et 26 700 clients commerciaux. HSBC a renommé les opérations de BNL avec la devise «BNL en Argentine est HSBC» et a maintenu pendant deux ans une référence à BNL, principalement pour la communauté de 70 000 Italo-Argentins qui recevaient des pensions d'Italie.
En 2009, le siège du groupe a déménagé dans le siège historique de Banco Popular Argentino, rue Florida. Il s'agit d'un bâtiment plateresque conçu par Antonio et Carlos Vilar. Achevé en 1931, il était devenu la propriété de Banco Roberts, plus tard HSBC Argentine, avec l'achat de Banco Popular.

### Incident du 20 décembre 2001
Au cours de la journée conflictuelle et tragique du 20 décembre 2001, le personnel de sécurité de HSBC a ouvert le feu depuis le siège de la banque, alors sur l'Avenida de Mayo, contre des civils qui marchaient vers la Plaza de Mayo pour protester contre le président de l'époque, Fernando de la Rúa.
Gustavo Ariel Benedetto a été assassiné d'une balle de 9 mm dans la tête. Il a été démontré par les enregistrements de la caméra de sécurité du bâtiment que les agents de sécurité ont ouvert le feu sans avoir été en danger puisque les manifestants ne pouvaient pas entrer dans le siège. En outre, le port d'armes meurtrières dans les lieux publics par le personnel de sécurité privé est interdit à Buenos Aires.